# نادي ريكيافيك لكرة السلة
نادي ريكيافيك لكرة السلة هو فريق كرة سلة أيسلندي للمحترفين تأسس في 12 نوفمبر 1956 يقع مقره في ريكيافيك. يلعب في الدوري الأيسلندي لكرة السلة.

## الإنجازات
- الدوري الأيسلندي لكرة السلة (15):

1964–65، 1965–66، 1966–67، 1967–68، 1973–74، 1977–78، 1978–79، 1989–90، 1999–2000، 2006–07، 2008–09، 2010–11، 2013-14، 2014–15، 2015–16
- كأس آيسلندا (12):

1966، 1967، 1970، 1971، 1972، 1973، 1974، 1977، 1979، 1984، 1991، 2011,2016